# Lidai fabao ji
Lidai fabao ji (歷代法寶記; Zapiski z Klejnotu Dharmy przez pokolenia) – jedna ze źródłowych prac związana z rozwojem wczesnego chanu, powstała w kręgach związanych z chanem w prowincji Syczuan.

## Historia tekstu
Praca ta została napisana najpewniej pomiędzy 774 a 780 r. w klasztorze Baotang w Yizhou. Napisali ją bezpośredni uczniowie mistrza chan i założyciela szkoły chanu baotang Baotanga Wuzhu (714–774). Sam Wuzhu, jak twierdził, był uczniem charyzmatycznego koreańskiego mistrza działającego w Syczuanie Jingzhonga Wuxianga (kor. Musang) (684–872), założyciela szkoły chanu jingzhong.
Ponieważ tekst dzieła został napisany na samym początku istnienia szkoły baotang, nic nie wiadomo o dalszych liniach przekazu jej Dharmy. Była to także tradycja na tyle peryferalna, że nawet Guifeng Zongmi w swoich pracach z historii chanu ich nie podaje, chociaż o samej szkole pisze (krytycznie).
Mimo tego Lidai fabao ji przetrwała w sporej liczbie manuskryptów między innymi cennymi materiałami w Dunhuangu. Przez długi czas sądzono, że praca ta w ogóle się nie zachowała.
Do czasów ukrycia tych tekstów w grocie w Dunhuangu w XI w. był to tekst o sporej popularności i znany był od Turfanu do Tybetu. Niewyjaśnioną tajemnicą pozostaje nagłe zniknięcie tego tekstu z obiegu. Ponieważ praca ta pochodzi z wczesnego okresu chanu, jej odkrycie w 1900 r., było niezwykle ważne, gdyż do tej pory znano historię chanu z tekstów napisanych pomiędzy X a XII w.

## Struktura tekstu
Lidai fabao ji można uważać za historię powstania i początków wprowadzenia buddyzmu do Chin, nawet legendarnych, i tekst doprowadzony jest do mistrza Wuzhu. „Obrócenie koła Dharmy” kulminuje się w jego naukach. Wybory opowieści, cytaty z innych pism i rzadkie komentarze narratora ukierunkowane są na ukazanie bezpośredniej linii wydarzeń łączącej dwór cesarza Minga w I w. ze szkołą chanu baotang w Syczuanie w wieku VIII.
W wydaniu Taishō Shinshū Daizōkyō tekst dzieła liczy 17 stron i zawiera w przybliżeniu 25 tys. znaków chińskich. Był to najobszerniejszy tekst ze wszystkich znalezionych w Dunhuangu.
Początek pracy zawiera bibliografię, z której korzystali autorzy tekstu. Jest to 37 tytułów. Po czym opowieść rozpoczyna się od snu cesarza Minga z dynastii Han, w wyniku którego postanawia sprowadzić do Chin buddyjskie teksty. Po tym następuje opis rywalizacji między buddystami a taoistami w wykorzystaniu magicznych mocy. Kolejnym tematem jest krótkie przedstawienie Buddy Siakjamuniego i cytat z taoistycznej pracy z III w. Huahu jing (Księga o nawróceniu barbarzyńców). Po czym następuje druga wersja legendy o cesarzu Mingu. Po krótkiej dygresji z anegdotą o znanym mnichu Huiyuanie (334–417) pojawiają się cytaty z dwu znanych sutr, a następnie cytat z V-wiecznego tłumaczenia pracy (najpewniej chińskiej kompilacji) ukazującej transmisję Dharmy od Buddy aż do 23 pokolenia w Indiach i Kaszmirze. Ten „rozdział” jest uzupełniony przez autorów Lidai fabao ji do pokolenia 29 – czyli „Bodhidharmatrāty”, założyciela linii przekazu Dharmy, która biegła do szkoły baotang. Po czym następuje dyskusja z rywalizującą linią przekazu Dharmy ukazaną w innym VIII-wiecznym tekście – Lengqie shizi ji (Kronika mistrzów i uczniów Sutry Lankawatary). Następnie autorzy polemizują z pochodzeniem tej linii przekazu. Jest to mniej więcej 1/10 całości pracy.
Z tej części wyłaniają się biografie 6 Patriarchów chanu: Bodhidharmatrāty (lepiej znanego jako Bodhidharma) (zm. ok. 530), Huikego (487–593), Sengcana (zm. 606), Daoxina (580–651), Hongrena (602–675) i Huinenga (638–713). Po czym następuje tekst o IV-wiecznym mnichu Dao’anie (312–385), kontynuowany przez długą serię cytatów z indyjskich sutr i apokryficznych prac chińskich. Następuje powtórzenie sceny przekazania szaty i Dharmy przez Hongrena do Huinenga.
Wtedy pojawia się najsłynniejsza część tego tekstu, czyli przekazanie szaty Huinenga, która znajduje się w posiadaniu cesarzowej Wu Zetian; tu następują krótkie biografie Zizhou Zhishena (609–702) i jego następcy Zizhou Chujiego (Tang Chuji) (669–736). Potem pojawia się bardziej obszerna biografia koreańskiego mistrza Wuxianga (kor. Musanga), nauczyciela Wuzhu, ale również i Mazu Daoyiego. Następny pasaż poświęcony jest dyskusji propagatora Szkoły południowej Hezego Shenhui (688–770) z różnymi rozmówcami. Ta część od Bodhidharmy do Shenhui zajmuje około 30% całości.
Pozostałe 60% dzieła przeznaczono założycielowi szkoły baotang – Baotangowi Wuzhu. Ta część rozpoczyna się od dramatycznej mowy Dharmy mistrza, potem następuje biografia od jego wczesnych lat i wędrówek, poprzez przekaz Dharmy i szaty Huinenga (czyli właściwie szaty Bodhidharmy), aż do uznania go za prawowitego spadkobiercę Wuxianga po jego śmierci. Po czym już do końca tekstu znajdują się w nim fragmenty jego mów, jego rozmowy z uczniami i gośćmi na różne tematy. Dzieło to kończy się śmiercią Wuzhu.

## Krytyka tekstu
Już wcześni hagiografowie uważali tę pracę za sfabrykowaną autoreklamiarską fikcję. Tekst ten został zdyskredytowany jeszcze w VIII w. i prowokuje do dyskusji nawet dzisiaj. Najcięższa i najostrzejsza krytyka pojawiła się w dziele Shenqinga (zm. 814) Beishan lu (Zapiski z Północnej Góry) z 806 r.
Według historyka chanu Johna McRae’a ze wszystkich tekstów wczesnego chanu, ten jest „jawną fabrykacją i wątpliwą argumentacją” oraz „jest bez wątpienia najbardziej fałszywy z nich wszystkich”.
Praca ta nie prezentuje tradycji baotang jako po prostu alternatywy dla szkół północnej i południowej, ale przedstawia siebie jako najbardziej ortodoksyjną linię przekazu chanu. Stara się to udowodnić prezentując mistrza Wuzhu jako posiadacza „magicznego talizmanu”, czyli szaty Bodhidharmy przekazywanej do Huinenga. Szata ta jest w posiadaniu cesarzowej Wu Zetian, która przekazuje ją mistrzowi Zizhou Zhishenowi, promując go zatem na wiodącego mistrza chanu, godnego następcę Patriarchów. Ten przekazał szatę mistrzowi Zizhou Chujiemu. Następnie szata była w posiadaniu koreańskiego mistrza Jingzhonga Wuxianga, który przekazał ją Baotangowi Wuzhu.

## Wpływy dzieła
Mimo wszystkich negatywów tej pracy, jej wpływy i zasięg oddziaływania były ogromne.
Dzieło to było prototypem dwu rodzajów tekstów chanu, chociaż jego zakres jest węższy
- yulu – „zapisanych wypowiedzi”, zawierających mowy mistrzów, poezje i interakcje z uczniami.
- chuadeng lu – „kronik przekazu lampy”, zawierających linie przekazu Dharmy, ale co ważniejsze także same tajemne przekazy z umysłu do umysłu od mistrza do ucznia[8].

Lidai fabao ji zdecydowanie popiera Huinega i Szkołę południową; wykazuje, że jest w tej materii pod wielkim wpływem Hezego Shenhui. Tym samym przyczyniła się do ostatecznego zwycięstwa południowego chanu i doktryny nagłego oświecenie (chiń. dunwu).
W 763 r. armia tybetańska zdobyła Chang’an. Był to okres, gdy Tybetańczycy bardzo głęboko interesowali się buddyzmem. Zetknęli się wtedy z chanem, który rozprzestrzenił się także poza granice Chin – do Azji Środkowej i Azji Wschodniej. Gdy w 822 r. podpisano traktat chińsko-tybetańsko traktat pokojowy, szkoła chan została wprowadzona do Tybetu.
Tybetańczycy zapoznali się z chanem, a zwłaszcza z historią Huinenga, przez Lidai fabao ji, która została przetłumaczona na język tybetański w VIII w. Wszelkie cytaty chanistyczne w tekstach i wypowiedziach lamów pochodzą przeważnie właśnie z tej pracy. Za pośrednictwem Tybetu słowa Szóstego Patriarchy Huinenga dotarły do Francji, gdzie wpłynęły na francuski egzystencjalizm.